# 노항래
노항래(盧恒來, 1961년 2월 10일 ~ )는 대한민국 작가 겸 정치인이다.
열린우리당 당무위원 겸 정책실장, 국민참여당 당무위원 겸 정책위원장, 통합진보당 당무위원 겸 정책위원회 위원장을 지냈다. 본관은 교하이다.

## 주요 이력
민주노총 공공연맹 정책국장을 지내던 2002년, 노무현 대선후보에 대한 '비판적 지지론'을 주장하던 중, 민주노총을 사직하고 대선후보 노무현을 지원하였다. 이후 열린우리당 정책위원과 원내정책실장 등을 거쳤다. 2009년 유시민 천호선 등과 국민참여당 창당에 참여하여 국민참여당 정책위원장이 되었다. 2011년 국민참여당이 민주노동당, 새진보통합연대와의 통합으로 통합진보당이 창당됨에 따라 통합진보당의 정책위원회 공동의장, 진보정책연구원 원장으로 활동했다. 2012년 통합진보당 비례대표 경선에 참여해 경쟁명부 5위 득표를 하여 10순위로 지명되었으나 사퇴하였다. 2015년 현재 정의당의 당원이다.

## 학력
- 화양초등학교
- 성실중학교
- 수성고등학교
- 연세대학교

## 생애

### 성장기
노항래는 1961년 충남 서천에서 목사의 장남으로 태어났다. 그는 화양초등학교, 한산성실중학교, 수성고등학교 졸업을 거쳐, 1981년 연세대학교에 입학하였다.

### 학생운동
연세대학교 재학 중이던 1983년, 4.19 추모시위 도중 연행되어 강제징집되었다. 제대 후, 대학을 중퇴한 뒤 노동운동에 투신하였다. 86년 공문서위조 등의 혐의로 1년간 복역했으나, 2001년 민주화운동 관련성을 인정받아 복권되었다.

### 민주노총
87년 구로노동상담소 연구위원을 지냈으며, 92년 '사람과 일터'편집부장을 지냈다. 95년 민주노총 간부로서 공공연맹 정책국장 등을 지내며 삶이 보이는 창 기획위원, 월간 '말'지 객원기자 등으로 활동했다.
2002년 대선 과정에서, 당시 민주노총은 민주노동당과 권영길 후보에 대한 배타적 지지를 선언한 상태였다. 그러나 김영대 전 민주노총 부위원장 등 일부 조합원은 '개혁적 정당의 집권이 필요하다'며 새천년민주당 노무현 후보에 대한 비판적 지지를 선언하여 배타적 지지방침을 거부했다. 민주노총은 노무현 지지를 선언한 조합원들을 강하게 비난했다. 노항래는 이러한 상황에서 공공연맹 홈페이지 자유게시판에 "노무현 어쩌고 한, 연맹 성명서를 보고 - 웬 자다가 봉창"이라는 글을 통해, "정치적 견해를 달리한다고 연맹의 조합원을 향해서 민주노총을 떠나라고 하는 것은 옳지 않다", "특히 낙인찍고 규정해놓고 규탄하는 것은 민주주의적 태도가 아니다"라는 글을 올렸다. 연맹의 성명과 배치되는 이러한 의견을 제기한 것에 대해 공공연맹 징계위원회에 회부되었으나, 참석자 14명 중 7명의 찬성으로 부결(가부동수 부결)되었다.

### 열린우리당
2002년 민주노총을 사직한 뒤 노무현 대선후보 선거대책본부에 참여하여 노동국장으로 일했다.
2003년 노사정위원회 정책자문위원을 거쳐, 2004년 10월 열린우리당 정책위원회 노동전문위원으로 활동하였다. 2007년 8월 대선을 앞두고 열린우리당이 해산되고 대통합민주신당이 창당되는 과정에서, 당직을 사직하고 당시 대선후보 경선에 참여하던 유시민을 도왔다. 이후 다시 대통합민주신당 수석전문위원으로 복귀하였다.

### 국민참여당
2009년 국민참여당 창당준비위원회 사무총장이던 권태홍의 설득으로 대통합민주신당을 탈당하여 천호선, 유시민 등과 함께 국민참여당에 합류하여 정책위원장과 참여정책연구원 부원장을 지냈다.

### 통합진보당
2011년 국민참여당, 민주노동당, 새진보통합연대의 합당으로 통합진보당이 창당되어, 정책위원회 공동의장 겸 진보정책연구원 원장이 되었다.
2012년 통합진보당 비례대표 경선에 참여하여 비례순위 10번을 획득하였다. 그러나 통합진보당 부정 경선 사건이 발생함에 따라 통합진보당 중앙위원회가 경쟁명부 비례대표 전원 사퇴 방침을 의결하자, 진상조사 등에서 본인의 부정득표가 없었음이 밝혀졌음에도 불구하고 직을 사퇴하였다.

### 정의당
2012년 통합진보당을 탈당하여 신당의 창당준비위원회 강령제정위원장으로서 정의당 창당에 기여했다.

## 저서
- 《잠들지 않는 남도》, 온누리, 1988.
- 《거창양민학살》, 온누리
- 《우리나라 노동운동사》, 현장문학사, 1990.
- 《다시 보는 한국전쟁》, 한울, 1991.[8]

## 경력
- 1986년 육군 병장 만기제대
- 1987년 ~ 1992년 구로노동상담소 연구위원
- 1992년 ~ 1995년 노동전문지 '사랑과 일터' 편집부장
- 1995년 ~ 2002년 민주노총 공공연맹 정책국장
- 2002년 ~ 2003년 16대 대선 노무현 후보 선거대책본부 노동국장
- 2003년 ~ 2004년 노사정위원회 정책자문위원
- 2004년 ~ 2007년 열린우리당 정책위원회 노동전문위원
- 2007년 열린우리당 원내정책실장
- 2007년 17대 대선 유시민 후보 선거대책본부 정책팀장
- 2007년 ~ 2009년 대통합민주신당 수석노동전문위원
- 2009년 ~ 2011년 국민참여당 정책위원장
- 2011년 ~ 2012년 통합진보당 정책위 공동의장, 진보정책연구원장
- 2012년 ~ 정의당 노동정치전략회의 위원
- 2013년 ~ 협동조합 은빛기획 대표
- 2015년 ~ 참여네트워크 대표
- 2018년 4월 고용노동부 장관정책보좌관
- 2018년 10월 고용노동부 장관정책보좌관
- 2020년 6월 ~ 한국도로공사서비스 사장

## 역대 선거 결과
| 실시년도 | 선거   | 대수 | 직책     | 선거구   | 정당       | 득표수       | 득표율          | 순위          | 당락 | 비고         |
| -------- | ------ | ---- | -------- | -------- | ---------- | ------------ | --------------- | ------------- | ---- | ------------ |
| 2012년   | 총선   | 19대 | 국회의원 | 비례대표 | 통합진보당 | 2,198,405 표 | \| \| 10.30% \| | 비례대표 12번 | 없음 | 승계 전 사퇴 |
|          | 10.30% |      |          |          |            |              |                 |               |      |              |